# Erythrolamprus guentheri
Espèce
Erythrolamprus guentheri  est une espèce de serpents de la famille des Dipsadidae.

## Répartition
Cette espèce est endémique de l'Est de l'Équateur.

## Étymologie
Cette espèce est nommée en l'honneur de Albert Charles Lewis Günther.

## Publication originale
- Garman, 1884 "1883" : The reptiles and batrachians of North America. Memoirs of the Museum of Comparative Zoology, Cambridge (Massachusetts), vol. 8, no 3, p. 1-185 (texte intégral).